# Unleashed (альбом Skillet)
Unleashed — дев'ятий студійний альбом американського рок-гурту Skillet, опублікований 5 серпня 2016 року під лейблом Atlantic Records. Про альбом було оголошено 20 травня 2016 року, і в той же час було опубліковано відео-кліп до пісні «Feel Invincible» на їхньому YouTube каналі. Через шість днів група опублікувала на своєму каналі текстове відео на пісню «Stars». 4 грудня 2018 року альбом був сертифікований в США як золотий, проданий у 500 000 примірників.

## Запис альбому
16 лютого 2015 року група оголосила про те, що вони пишуть матеріал для нового альбому, запис якого розпочнеться в червні. Група співпрацювала з Браяном Хаузом, який раніше випускав альбом «Comatose» у 2006 року разом з продюсерами Кевіном Чурком, Нілом Авроном та Сетом Мозелі. Купер заявив, що відчував себе «справді натхненним», перш ніж піти в студію, щоб записати музику.
8 квітня група опублікувала на своїх сторінках у соцмережах попереднє прослуховування нової пісні, пізніше названої «Out of Hell». Також було доступний відео-кліп «Feel Invincible». 20 травня 2016 року була оголошена назва альбому, і було оголошено, що альбом має вийти 5 серпня 2016 року під лейблом Atlantic Records. 26 травня вийшов відео-кліп та сингл «Stars» разом із короткою версією пісні під назвою «Back from the Dead». 8 липня повна версія «Back from the Dead» була доступна для покупки онлайн, а згодом 29 липня була опублікована пісня «I Want to Live».

## Музика і пісні
Джон Купер зазначив, що «Unleashed» складається з пісень жанр яких починається від металу, і закінчується поп-музикою. Купер також згадував, що хоче, щоб пісні з «Unleashed» були пов'язані як у текстах, так і в музиці.

## Нагороди
9 серпня 2017 року було оголошено, що «Unleashed» буде номінований на премію «GMA Dove Award» у номінації «Сучасний рок-альбом» на 48-й щорічній премії GMA Dove. У 2018 році альбом був сертифікований золотим у США.

## Список пісень
Список треків Unleashed був опублікований разом з анонсом альбому.
| #     | Назва                  | Тривалість |
| ----- | ---------------------- | ---------- |
| 1.    | «Feel Invincible»      | 3:49       |
| 2.    | «Back From the Dead»   | 3:33       |
| 3.    | «Stars»                | 3:47       |
| 4.    | «I Want to Live»       | 3:28       |
| 5.    | «Undefeated»           | 3:35       |
| 6.    | «Famous»               | 3:18       |
| 7.    | «Lions»                | 3:24       |
| 8.    | «Out of Hell»          | 3:34       |
| 9.    | «Burn it Down»         | 3:16       |
| 10.   | «Watching for Comets»  | 3:29       |
| 11.   | «Saviors of the World» | 3:46       |
| 12.   | «The Resistance»       | 3:52       |
| 42:48 |                        |            |

| Unleashed Beyond | Unleashed Beyond                | Unleashed Beyond |
| #                | Назва                           | Тривалість       |
| ---------------- | ------------------------------- | ---------------- |
| 13.              | «Breaking Free» (з Лейсі Штурм) | 3:53             |
| 14.              | «Stay Til the Daylight»         | 3:45             |
| 15.              | «Brave»                         | 3:49             |
| 16.              | «You Get Me High»               | 3:17             |
| 17.              | «Set It Off»                    | 3:49             |
| 18.              | «Feel Invincible» (Y2K Remix)   | 3:42             |
| 19.              | «The Resistance» (SOLI Remix)   | 3:52             |
| 20.              | «Stars» (film version)          | 4:06             |
| 73:07            |                                 |                  |

## Учасники запису
- Джон Купер — вокал, бас-гітара
- Корі Купер — гітара, клавішні, бек-вокал
- Джен Леджер — ударні
- Сет Моррісон  — гітара
- Джонатан Чу — скрипка
- Тейт Олсен — віолончель

## Позиції в чартах

### Щотижневі чарти
| Чарти (2001)                          | Позиція |
| ------------------------------------- | ------- |
| Australian Albums (ARIA)              | 7       |
| Austrian Albums (Ö3 Austria)          | 14      |
| Belgian Albums (Ultratop Flanders)    | 26      |
| Belgian Albums (Ultratop Wallonia)    | 48      |
| Canadian Albums (Billboard)           | 7       |
| Dutch Albums (Album Top 100)          | 47      |
| French Albums (SNEP)                  | 152     |
| German Albums (Offizielle Top 100)    | 11      |
| Hungarian Albums (Mahasz)             | 18      |
| New Zealand Heatseeker Albums (RMNZ)  | 1       |
| Russian Albums (Tophit)               | 2       |
| Scottish Albums Charts (OOC)          | 25      |
| Spanish Albums (PROMUSICAE)           | 85      |
| Swedish Albums (Sverigetopplistan)    | 55      |
| Swiss Albums (Schweizer Hitparade)    | 9       |
| UK Albums Chart (OOC)                 | 45      |
| Christian & Gospel Albums Chart (OOC) | 1       |
| Billboard 200                         | 3       |
| Christian Albums (Billboard)          | 1       |
| Top Alternative Albums (Billboard)    | 2       |
| Top Hard Rock Albums (Billboard)      | 1       |
| Top Rock Albums (Billboard)           | 2       |

### Щорічні чарти
| Чарти (2016)                   | Позиція |
| ------------------------------ | ------- |
| США Billboard 200              | 194     |
| США Top Rock Album (Billboard) | 23      |

## Сертифікація
| Країна/чарт | Сертифікація | Сертифікація продажів |
| ----------- | ------------ | --------------------- |
| США (RIAA)  | Золотий      | 500 000               |